# スキヤキ (お笑いコンビ)
スキヤキは、吉本興業に所属していたお笑いコンビ。1993年4月結成。NSC大阪校12期生。2001年解散。共に大阪府大阪市出身。

## メンバー
古高 義広（こたか よしひろ、1972年1月11日 - ）
解散後、お笑いの世界を引退。現在は、BAR「くらげ」で働いている。
「くらげ」の従業員には須藤理恵（青空）が在籍している。
ダイナマイト関西などに顔を出す事もある。

土肥 耕平（どひ こうへい、1971年6月6日 - ）
解散後、ピン芸人「土肥ポン太」として活動中。

## 概要
- 1995年に大阪NSC12期生6組によるユニット「フルーツ大統領」を結成。
- CD「バイトでブギ～ひとみちゃんのためなら～」を発売。
- 解散後も、野球チーム「松夢」で2人ともプレーし、よく会っている。
- 『よしもとサンサンTV』の中で、一度コンビを復活させている｡

## 出演番組
- 爆笑BOOING （関西テレビ）勝ち抜けず。
- 爆笑オンエアバトル（NHK）戦績0勝1敗 最高169KB
- ピッカピカ天然素材!（TBS）[1]
- 急性吉本炎→慢性吉本炎（TBS）[1]